# Daisy Edgar-Jones
Daisy Jessica Edgar-Jones (Londres, Inglaterra, 24 de mayo de 1998) es una actriz británica. Comenzó su carrera con las series de televisión Cold Foot (2016-2020) y War of the Worlds (2019-2021). Obtuvo reconocimiento por su papel protagónico en la miniserie Normal People (2020), que le valió nominaciones a un Premio de Televisión de la Academia Británica y a un Globo de Oro.
En 2022, protagonizó la película de comedia y suspenso Fresh, la película de misterio Where the Crawdads Sing y la miniserie criminal Under the Banner of Heaven (2022). Por este último, recibió su segunda nominación al Globo de Oro.
Tras el éxito de su primer blockbuster durante el verano de 2024, Twisters, una película independiente de su precuela de los años 90 en donde confluyen tornados y ciencia, estrenó en el festival de Toronto del mismo año otra adaptación de una novela, en este caso fue On swift horses.

## Biografía
Daisy Edgar-Jonesy nació en Islington, Londres, hija de Wendy, proveniente de Irlanda del Norte, y Philip, escocés, quien es director de Sky Arts. Creció en Muswell Hill, Londres, y actuó por primera vez en una obra escolar en quinto año. Asistió a las escuelas The Mount School for Girls y Woodhouse College, antes de ser admitida en el National Youth Theatre. Estudió además en la Open University.

## Filmografía

### Cine
| Año  | Título original         | Rol                    | Ref.   |
| ---- | ----------------------- | ---------------------- | ------ |
| 2018 | Pond Life               | Cassie                 | [ 6 ]  |
| 2022 | Fresh                   | Noa                    | [ 7 ]  |
| 2022 | Where the Crawdads Sing | Catherine "Kya" Clarke | [ 8 ]  |
| 2024 | Twisters                | Kate Carter            | [ 9 ]  |
| 2024 | On Swift Horses         | Muriel                 | [ 10 ] |

### Televisión
| Año       | Título original            | Rol               | Notas                      |
| --------- | -------------------------- | ----------------- | -------------------------- |
| 2016–2020 | Cold Feet                  | Olivia Marsden    | Papel recurrente           |
| 2016      | Outnumbered                | Kate              | Especial de Navidad        |
| 2017      | Silent Witness             | Jessica Thompson  | 2 episodios                |
| 2019      | Gentleman Jack             | Delia Rawson      | 2 episodios                |
| 2019–2021 | War of the Worlds          | Emily Gresham     | Papel principal            |
| 2020      | Normal People              | Marianne Sheridan | Papel principal            |
| 2020      | Albion                     | Zara              |                            |
| 2022      | Under the Banner of Heaven | Brenda Lafferty   | Miniserie; papel principal |

## Teatro
| Año  | Título                       | Rol   | Notas                    |
| ---- | ---------------------------- | ----- | ------------------------ |
| 2017 | The Reluctant Fundamentalist | April | Yard Theatre, Londres    |
| 2020 | Albion                       | Zara  | Almeida Theatre, Londres |
| 2024 | White Rabbit Red Rabbit      |       | @sohoplace, Londres      |